# 남아시아

남아시아 도시지도

남아시아(영어: Southern Asia) 또는 남부아시아는 인도, 파키스탄, 방글라데시, 스리랑카, 네팔, 부탄, 몰디브, 아프가니스탄을 포함하는 아시아의 한 지역이다. 4,480,000 km2혹은 대륙 전체의 10% 면적을 차지하며, 인도 아대륙으로도 불린다. 네팔을 제외한 모든 남아시아 국가들은 과거에 영국의 식민 지배를 받았다가 1947년에서 1965년 사이에 독립하였고, 아프가니스탄은 1919년에 독립하였다.

## 남아시아에 속하는 나라
| 국명         | 공용어                                     | 수도                     | 면적Km²   |
| ------------ | ------------------------------------------ | ------------------------ | --------- |
| 인도         | 힌디어・영어                               | 뉴델리                   | 3,287,590 |
| 파키스탄     | 우르두어・신디어・펀자브어・영어・푸쉬트어 | 이슬라마바드             | 803,940   |
| 방글라데시   | 벵골어                                     | 다카                     | 143,998   |
| 스리랑카     | 싱할라어・타밀어                           | 스리자야와르데네푸라코테 | 65,610    |
| 네팔         | 네팔어                                     | 카트만두                 | 147,181   |
| 부탄         | 종카어                                     | 팀부                     | 47,500    |
| 몰디브       | 디베히어                                   | 말레                     | 298       |
| 아프가니스탄 | 파슈토어・다리어                           | 카불                     | 652,864   |

## 민족
- 인도아리아인
- 드라비다인
- 티베트인
- 베다족

## 경제
높은 서비스업 비중은 이 지역 국가들의 특징으로 인도, 방글라데시, 스리랑카, 파키스탄 모두 GDP에서 차지하는 서비스업의 비중이 50% 이상을 차지한다. 아르헨티나, 볼리비아, 브라질, 칠레, 콜롬비아, 에콰도르, 페루, 베네수엘라 등 남아메리카의 대부분 국가들도 마찬가지로 서비스업 비중이 높다. 이들 국가들의 공통적인 특징은 모두 식민지 경험을 갖고 있으며 공식 기업 부문에 속하지 않는 개인의 소매업, 자영업 등에 의한 비공식 부문이 많다는 것이다. 이에 대해선 수요편향가설(demand bias hypothesis)과 생산성편향가설(productivity bias hypothesis)이 있는데, 수요편향가설은 소득이 증가할수록 상품 수요보다는 서비스 수요가 더 빨리 증가하여 산업구조가 제조업에서 서비스업으로 바뀐다는 가설인데 이들 국가들은 제조업이 산업구조에서 우위를 차지한 적이 없으므로 적용이 곤란하다. 생산성편향가설은 생산성이 단절적으로 증가하는 서비스업이 생산성이 지속적으로 증가하는 제조업과 달리 제조업 부문 생산과 생산성을 부합시키기 위해 더 많은 노동력을 투입하게 되고 결국 제조업보다 생산성은 뒤떨어지는 특징을 가지게 된다는 것이다.

## 교통
파키스탄은 카라치에서 인더스강 연안을 따라 북상하여 라호르·라왈핀디를 거쳐 페샤와르를 지나 카이버 고개에 이르는 옛 실크로드가 간선도로이다. 방글라데시는 대중교통수단으로 릭샤가 있고 오토바이를 개조해 만든 2인용 베이비 택시와 10인용 템포는 공해의 주범이다. 네팔의 3분의 2를 차지하며, 언덕과 산이 많은 북부 지역에서는 도로나 다른 기반시설을 만드는 것이 까다롭고 비용이 많이 든다.  2003년 기준, 포장도로는 8500km이었다. 인도에서 네팔의 카트만두 계곡으로 가는 믿을 만한 도로는 단지 1개 뿐이다. 아시아에서 가장 복잡하고 오래된 철도망이 오늘날 인도와 파키스탄 및 방글라데시의 3개국에 나뉘어 있다. 이것은 영국령시대에 부설된 것들이다. 1849년에 동인철도회사가 설립되었고, 53년에는 최초의 철도가 봄베이  타나 사이에서 개통되었다. 인도에는 철도부의 관할하에 8개의 철도가 있고, 각각 중부·동부·북부·동북부·동북국경·남부·동남부·서부의 8개 지구를 달리고 있다. 현재 철도의 총연장은 약 6만 km에 달하고 있다. 그러나 다른 교통수단이 발달해 있지 않기 때문에 철도교통은 항상 혼잡하다.  방글라데시쪽의 철도는 태반이 1,000mm 게이지인 데 비해 파키스탄의 철도는 주로 1,676mm 게이지이다. 1960년 이후 계속적으로 전화(電化)보다는 디젤기관차를 채용하는 움직임이 강하다. 파키스탄의 철도는 간선도로와 같은 방향으로 건설된 노선의 교통량이 가장 많다. 네팔의 철도는 남부에 있는 59km짜리 한 개가 유일하다.(2003년) 인도에서 카트만두 계곡으로 가는 믿을 만한 도로는 단지 1개 뿐이다. 인도는 갠지스강, 브라마푸트라강, 인더스강 등의 대하천을 이용한 하천 교통이 있는데 상당히 먼 내륙지방까지 기선의 항행이 가능하다. 방글라데시도 수로가 중요 교통로이며, 약 7,240km 정도에 이른다. 도시와 도시를 이어주는데 여객선과 화물선이 정기적으로 다닌다. 인도는 콜카타, 첸나이, 뭄바이 등의 항구를 중심으로 발달하였다. 네팔에는 48개의 공항이 있으며 그중 10개는 포장된 활주로가 있다.

## 같이 보기
- 남아시아 요리
- 인도 아대륙의 마천루 목록
- 남아시아 축구 연맹
- 남아시아 경기 대회